# Giulio Natta
(Motivazione per il Premio Nobel per la chimica 1963)
Giulio Natta (Porto Maurizio, 26 febbraio 1903 – Bergamo, 2 maggio 1979) è stato un ingegnere chimico italiano, insignito del premio Nobel per la chimica insieme a Karl Ziegler nel 1963 per le loro scoperte nel campo della chimica e della tecnologia dei polimeri, in particolare per la messa a punto di catalizzatori capaci di operare sulla stereochimica delle reazioni di polimerizzazione del propilene per la produzione di polipropilene isotattico, detti polimerizzazioni stereospecifiche.

## Biografia

### L'infanzia, la formazione, la carriera accademica

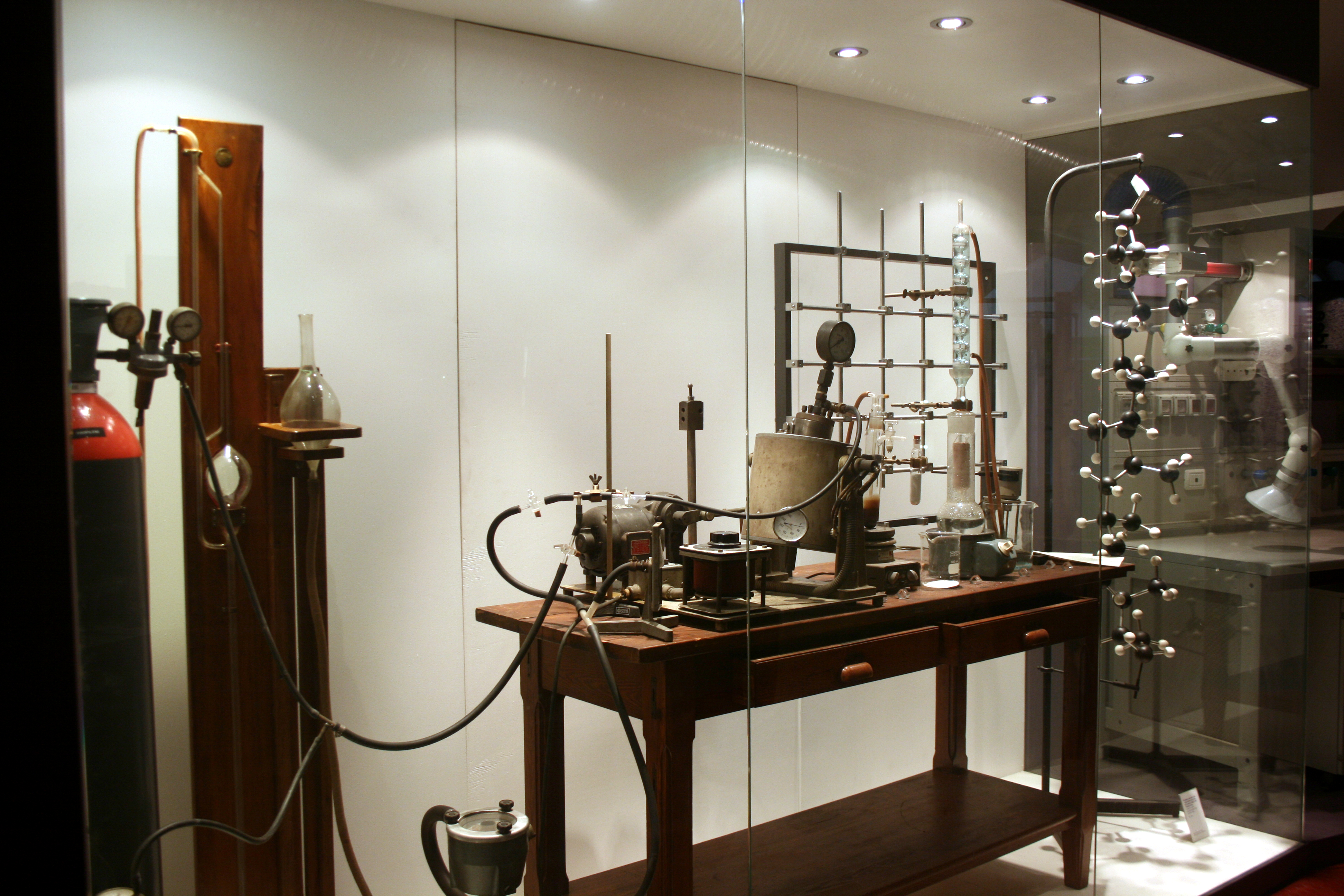
Bancone del laboratorio di Giulio Natta, esposto al Museo nazionale della scienza e della tecnologia Leonardo da Vinci di Milano

Giulio Natta nacque il 26 febbraio 1903 a Porto Maurizio, allora capoluogo di quella provincia che si fuse nella Provincia di Imperia negli anni 1920 assieme a Oneglia. Il padre, Francesco Maria, era un magistrato. Elena Crespi, la madre, era già stata vedova di un rinomato medico inglese da cui aveva avuto una figlia. La madre si occupò attivamente dell'educazione del figlio sin dai primi anni, tanto che insegnò al figlio a leggere prestissimo. Natta rimase sempre legato alla sua famiglia e ai luoghi d'origine della costa ligure, dove si recava spesso.
Si diplomò a soli 16 anni al liceo classico Cristoforo Colombo di Genova per poi frequentare il biennio propedeutico in ingegneria nella stessa città. Nel 1921 si iscrisse al corso di laurea in ingegneria industriale al Politecnico di Milano e l'anno successivo divenne anche allievo interno all'Istituto di chimica generale e inorganica al Politecnico. Si laureò in ingegneria chimica nel 1924, a soli 21 anni, con il professore Giuseppe Bruni. Divenne subito suo assistente e, dal 1925 al 1933, fu nominato alla cattedra di chimica analitica al Politecnico. Dal 1929 al 1933, fu incaricato di chimica fisica alla Facoltà di Scienze dell'Università di Milano. In questo periodo, Natta già si distinse per alcune sue ricerche in cristallografia e in chimica industriale inorganica.
Nel 1932, grazie a una borsa di studio della fondazione A. Volta, si recò a Friburgo, in Germania, presso il laboratorio di Hugo Seemann. Qui entrò pure in contatto con il gruppo di lavoro di Hermann Staudinger che si occupava di macromolecole. Perfezionò le sue ricerche di strutturistica diffrattometrica, che già aveva intrapreso come allievo interno all'istituto di chimica generale e inorganica del Politecnico fin dai primi anni 1920. Assieme a Seemann intuì l'importanza e le potenzialità delle macromolecole e, tornato a Milano, iniziò i suoi studi e le sue ricerche sulla struttura cristallina dei polimeri mediante le nuove tecniche diffrattometriche.
Nel 1927 conseguì la libera docenza in chimica generale. Nel 1933, dopo esser ritornato dalla Germania, vinse un concorso a una cattedra di chimica generale dell'Università di Pavia che tenne fino al 1935, quando passò alla cattedra di chimica fisica de La Sapienza a Roma. Nel 1937 assunse la cattedra di chimica industriale del Politecnico di Torino, quindi, nel 1938, quella del Politecnico di Milano. Tenne questa cattedra fino al suo pensionamento nel corso del 1973, diventando professore emerito.
Poco dopo, nel 1938, fu chiamato a dirigerne l'Istituto di Chimica industriale per sostituire Mario Giacomo Levi, costretto dalle leggi razziali fasciste a lasciare l'insegnamento. Durante gli anni della guerra soggiornò come sfollato milanese alla Cascina Marzorata di Vittuone.
Nel 1935 si sposò con Rosita Beati, laureata in lettere. Ebbe due figli, Franca e Giuseppe. Oltre l'affetto e l'amorevole accudimento del marito per il sopraggiungere della malattia di Parkinson nel 1956, gli suggerì alcuni nomi per i composti chimici che Natta scoprì.

### La maturità, l'attività di ricerca, il premio Nobel

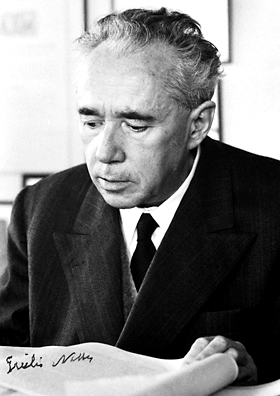
Giulio Natta al Politecnico di Milano (1963)

Sin dai primi anni '20 da allievo dell'istituto di chimica diretto da Giuseppe Bruni, Natta condusse approfondite ricerche, sia teoriche sia sperimentali. Esse studiavano la struttura microscopica di leghe e altri composti inorganici tramite le nuove invenzioni come le tecniche diffrattometriche. Da questi studi emerse una notevole correlazione fra la struttura cristallina dei catalizzatori chimici e la loro operatività chimica.
Durante l'assistentato nei primi anni '30 riuscì a stabilire un nuovo processo di sintesi del metanolo in collaborazione con la Montecatini, rompendo per la prima volta un monopolio settoriale delle industrie tedesche. Già da questo periodo, Natta osservò con attenzione il rapporto fra le scienze chimiche teoriche, il loro ambito sperimentale e le loro possibili applicazioni tecnico-pratiche e industriali. Quest'interesse caratterizzò tutta la sua carriera.
Natta continuò i suoi studi partendo dalle questioni teoriche, e così, durante la guerra, Natta poté portare a conclusione importanti scoperte, numerosi brevetti (in comproprietà con diverse industrie italiane) e notevoli innovazioni tecniche: la produzione di gomma sintetica (butadiene), il processo di ossosintesi, la formazione di formaldeide, la sintesi di glicoli, la glicerina e l'isottano, l'idrogenazione di carboidrati, con altri meno importanti. Nel 1938, a Ferrara, contribuì alla costruzione del primo impianto in Italia per la produzione di gomme sintetiche.
Nel primo dopoguerra Natta tornò a interessarsi della chimica macromolecolare, iniziando ricerche di acustica degli ultrasuoni nei polimeri. Il fine era lo studio degli stati condensati delle sostanze polimeriche e sulla polimerizzazione radicalica di monomeri vinilici.
Nell'estate del 1947, Natta e Pier Giustiniani, direttore della Montecatini, si recarono negli Stati Uniti per aggiornarsi sulla ricerca scientifica e tecnologica in chimica d'Oltreoceano. Furono constatate alcune differenze rispetto all'Europa, come ad esempio con la crescente attenzione americana per la petrolchimica. Al ritorno, Giustiniani mise a disposizione di Natta e del Politecnico di Milano finanziamenti e strutture per un nuovo centro di ricerca chimica avanzata, in sinergia col Centro di ricerca in chimica industriale del Consiglio Nazionale delle Ricerche (voluto da Natta nel 1946) e con l'Istituto di chimica industriale del Politecnico di Milano, diretto prima da Mario Levi (dopo aver terminato l'esilio in Svizzera) e poi da Natta.

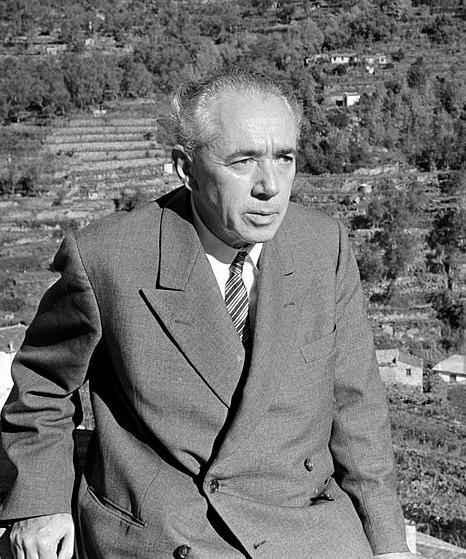
Natta nel 1960

A partire dai primi anni '50 Natta cominciò a interessarsi maggiormente di problematiche riguardanti la stereochimica dei polimeri e delle macromolecole in generale, da quando venne a conoscenza dei processi di polimerizzazione dell'etilene (reazione di Aufbau) e della dimerizzazione delle alfa-olefine in presenza di composti alluminio-alchilici, realizzati, in quegli anni, da Karl Ziegler mediante catalizzatori organometallici, poi detti catalizzatori Ziegler. Natta intuì le potenzialità di questi processi di polimerizzazione catalitica metallorganica, ottenendo bassi polimeri molto lineari e cristallini a partire da monomeri come l'etilene, la cui struttura lineare è stata confrontata da Natta con la struttura ramificata tipica degli alti polimeri. La successiva produzione, da parte di Ziegler, di polietilene lineare ad alta densità ottenuto con gli stessi procedimenti di polimerizzazione dell'etilene ma adoperando altri catalizzatori, suggerì a Natta di applicare lo stesso disciplinare non solo all'etilene, ma anche al polipropilene e ad altre alfa-olefine superiori con l'uso di alcune varianti dei catalizzatori tipo Ziegler. L'11 marzo 1954, venne ottenuto un nuovo composto organico altamente ordinato nella struttura cristallina, poi denominato polipropilene isotattico. Furono quindi scoperti i polimeri stereospecifici (o stereoregolari), brevettati poi con il nome commerciale di Moplen, Meraklon, Mopeflan ed altri, dotati di eccellenti proprietà chimiche e meccaniche.
L'invenzione di questi nuovi catalizzatori per la polimerizzazione stereospecifica, poi denominati catalizzatori di Ziegler-Natta, fruttò congiuntamente a Natta e Ziegler il premio Nobel per la chimica nel 1963. La produzione industriale su scala mondiale di polipropilene isotattico, il più apprezzato fra i polipropileni, si baserà sui successivi brevetti (comunemente noti come brevetti Natta-Montecatini) depositati da Natta a partire dalla metà degli anni 1950, in comproprietà con la Montecatini. A questa s'ispireranno tutte le altre metodologie di produzione autonomamente sviluppate da altre imprese.
Nel 1961, con il parere favorevole del CNR, Natta fondò e diresse un nuovo istituto di ricerca in chimica macromolecolare, appositamente creato per dar seguito agli studi e alle ricerche della sua scuola. Qui si formeranno numerosi ricercatori e docenti, che lavoreranno in varie sedi universitarie e in diversi centri di ricerca pubblici e privati, nonché futuri dirigenti di aziende pubbliche e private, italiane e straniere.

### L'opera scientifica, la vita istituzionale e gli ultimi anni
I contributi di Natta ricadono in molti ambiti della chimica industriale organica, sia teorica sia sperimentale e applicata. Fu tra i primi in Italia a credere – e mettere in pratica – nella proficua collaborazione fra ricerca accademica e industria privata (la Montecatini, in particolare). Profondo conoscitore di molti settori delle scienze chimiche, dalla chimica inorganica alla chimica organica e chimica fisica, dalla chimica industriale all'impiantistica chimica, che seppe coordinare in maniera interdisciplinare e proficua, i suoi risultati hanno riguardato principalmente la struttura chimico-fisica e le proprietà fisiche di numerosi composti organici e inorganici, quindi la chimica fisica, la cristallografia macromolecolare, la stereochimica e la cinetica chimica delle reazioni organiche, con specifica attenzione alle metodologie di polimerizzazione, studiate sia dal punto di vista teorico sia negli aspetti merceologici e tecnico-applicativi, che porteranno Natta e la sua scuola a sintetizzare un'ampia classe di nuovi polimeri. In particolare, anche sulla base dei lavori di Ziegler, ha dato il via a un nuovo capitolo della stereochimica dei polimeri e delle macromolecole in generale, quello della stereodinamica chimica dei processi di polimerizzazione, sulla base della scoperta della polimerizzazione stereospecifica.

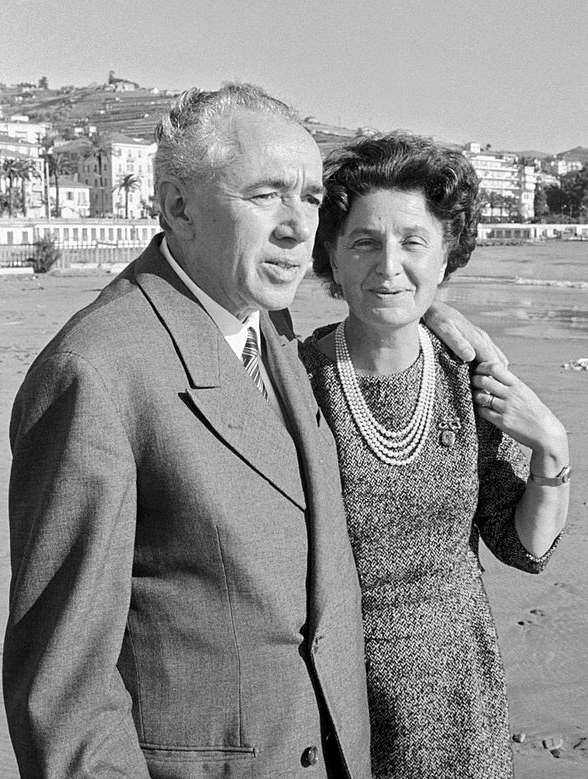
Giulio Natta con la moglie Rosita Beati negli anni 1960

A Milano, anche grazie alla sinergia che Natta riuscì per primo a stabilire in Italia fra università, enti di ricerca pubblici (fra cui, il CNR) e privati e industria, creò una delle più rinomate scuole di chimica industriale e ingegneria chimica, in cui si formarono numerosi allievi poi divenuti, a loro volta, importanti docenti universitari, ricercatori e dirigenti d'azienda, fra cui, in linea più o meno diretta, ricordiamo Giuseppe Allegra, Ivano W. Bassi, Luisa Bicelli, Fausto Calderazzo, Sergio Carrà, Paolo Chini, Paolo Corradini, Gino Dall'Asta, Ferdinando Danusso, Raffaele Ercoli, Mario Farina, Giorgio Gaudiano, Umberto Giannini, Luigi Giuffrè, Paolo Longi, Enrico Mantica, Giorgio Mazzanti, Giovanni Moraglio, Attilio Palvarini, Italo Pasquon, Mario Peraldo, Piero Pino, Lido Porri, Mario Ragazzini, Massimo Simonetta.
Fu socio dell'Accademia Nazionale dei Lincei, dell'Accademia delle Scienze di Torino, dell'Istituto Lombardo Accademia di Scienze e Lettere, nonché membro onorario di numerose accademie e società scientifiche straniere; ricevette inoltre numerosi premi, riconoscimenti e onorificenze, italiani e stranieri, assieme a varie lauree ad honorem.
A Natta venne diagnosticata la malattia di Parkinson nel 1956. A partire dal 1963, le sue condizioni di salute erano andate peggiorando e per questo motivo divenne necessario affiancargli il figlio Giuseppe (1943-2022) e altri quattro colleghi, che presenziarono inoltre al conferimento del premio Nobel a Stoccolma il 10 dicembre 1963. Nel 1968 morì la moglie Rosita, di cui la figlia Franca (1937-2015) si era attivamente occupata.
Natta morì a Bergamo il 2 maggio 1979, all'età di 76 anni, dove da anni si era trasferito per esser anch'egli accudito dalla figlia Franca.

## Opere
Alcune delle opere di Natta sono:
- A New Class of Polymers of α-Olefins with and Exceptions Regularity of Structure, in Atti dell'Accademia Nazionale dei Lincei-Memorie, 4 (8), 1955,  pp. 61-72.
- Giulio Natta, P. Pino e P Corradini, Crystalline High Polymers of α-Olefins, in Journal of the American Chemical Society, F. Danusso, E. Mantica, G. Mazzanti, G. Moraglio, n. 77, 1955,  pp. 1708-1710.
- Giulio Natta, P. Pino e E. Mantoca, Stereospecific Polymerization of α-Olefins, in Chimica e Industria, F. Danusso, G. Mazzanti, M. Peraldo, n. 38, 1956,  pp. 124-128.
- Stereospecific Catalysis and Isotactic Polymers, in Chimica e Industria, n. 38, 1956,  pp. 751-768.
- Isotactic and Stereoisomeric Polymers, in Materie Plastiche, n. 23, 1957,  pp. 541-563.
- Isotactic Polymers, in Chemistry and Industry, n. 47, 1957,  pp. 1520-1531.
- F. Danusso (a cura di), Stereoregular Polymers and Stereospecific Polymerizations. The Contributions of Giulio Natta and his school to Polymer Physics, Ltd., Oxford, Pergamon Press, 1966-1967.(collectanea, in due volumi, dei lavori pubblicati nel periodo 1955-1960 dalla scuola di Natta).

Tutte le pubblicazioni di Natta sono reperibili nell'Archivio "Giulio Natta"

## Opere principali
- Chimica analitica, 2 voll., Libreria Editrice Politecnica C. Tamburini, Milano, 1932-34 (con successive edizioni).
- Lezioni di chimica industriale, 2 voll., Libreria C. Tamburini, Milano, 1942-44.
- Fondamenti della chimica industriale, Libreria Editrice Politecnica C. Tamburini, 1951.
- Gli orientamenti della grande industria chimica organica (con I. Pasquon), Scuola in Azione-ENI, Milano, 1961.
- Principi della chimica industriale (con I. Pasquon), 2 voll., Libreria Editrice Politecnica C. Tamburini, Milano, 1966-78.
- Stereochimica: molecole in 3D (con M. Farina), Arnoldo Mondadori Editore, Milano, 1968; II ed. nel 1979 (tradotto in francese nel 1971, in inglese nel 1972, in giapponese e in slovacco nel 1975).

## La memoria
Nel 2007 è stata assegnata alla sua memoria la cittadinanza onoraria di Cucciago, paese dove Natta aveva trascorso periodi di vacanza e sposato, nel 1936, la moglie Rosita Beati.
Nel 2013, la città di Imperia ha celebrato il cinquantenario dell'assegnazione del premio Nobel con la produzione di due documentari.
L'Istituto Statale di Istruzione Superiore "Giulio Natta" di Bergamo, con indirizzo principalmente chimico, è intitolato a Giulio Natta.
L'istituto superiore IIS G.V. Deambrosis-G. Natta con sedi a Sestri Levante e Chiavari porta anche il nome di Giulio Natta.

## Galleria d'immagini

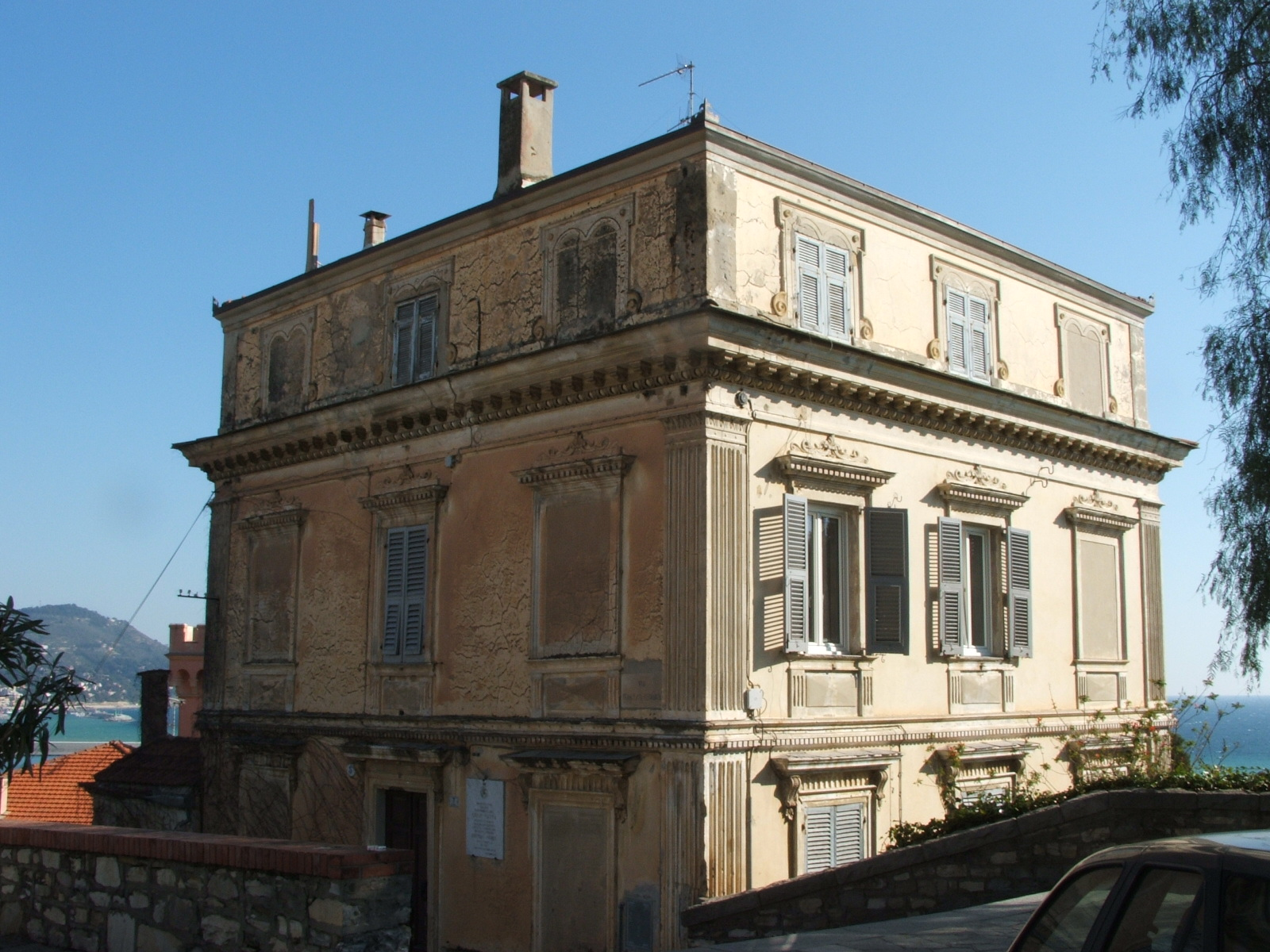
Casa natale di Giulio Natta nel quartiere Parasio di Porto Maurizio-Imperia
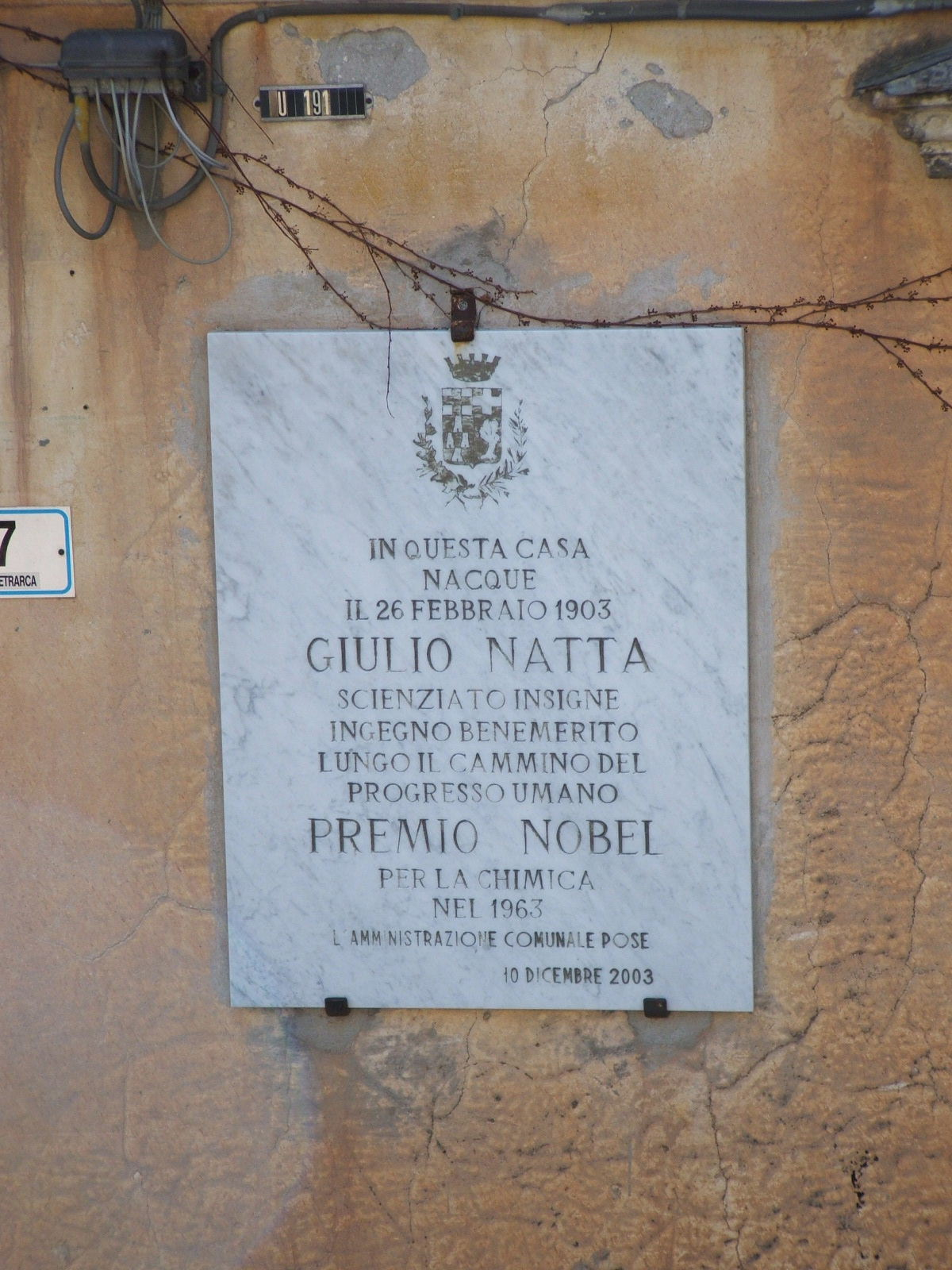
Targa sulla casa natale di Giulio Natta
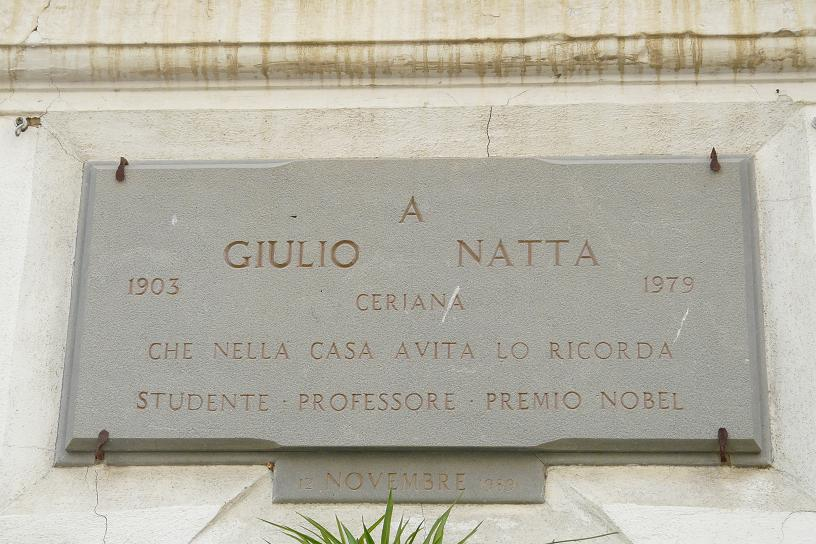
Targa sulla casa che lo ospitò a Ceriana
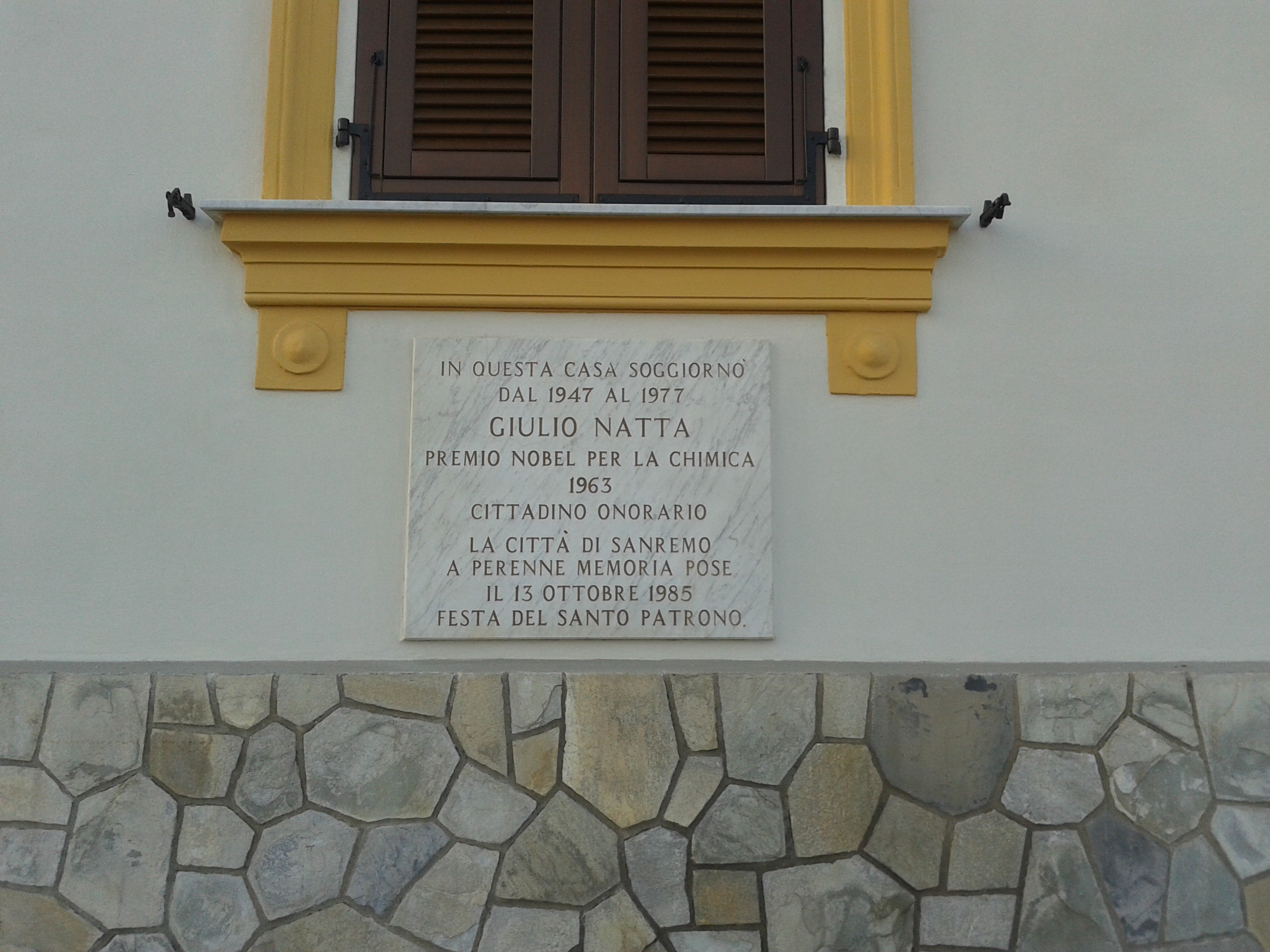
Targa sulla casa che lo ospitò a Sanremo

## Nella cultura di massa
Nel numero 2916 di Topolino, Natta compare nella storia Qui Quo Qua e la grande storia della chimica dei paperi.
Gino Bramieri è stato testimonial di una pubblicità del Moplen, uno dei prodotti ideati da Natta, andata in onda nei primi anni 1960.
Nel gioco per computer Hearts of Iron 2, Natta e Enrico Fermi sono le uniche persone fisiche utilizzabili nell'albero tecnologico della nazione Italia.

## Riconoscimenti e onorificenze
Fu insignito del premio Nobel per la chimica nel 1963, per la messa a punto di catalizzatori stereospecifici per la polimerizzazione stereochimica selettiva delle alfa-olefine, in particolare per la realizzazione del polipropilene isotattico. Alcuni di tali polimeri sono stati poi commercializzati e resi noti in tutto il mondo dalla Montecatini e da altre aziende dello stesso gruppo, con il nome di Moplen (articoli in plastica) e Meraklon (fibra tessile).
- Premio ministeriale dell'Accademia Nazionale dei Lincei;
- Premio reale dell'Accademia Nazionale dei Lincei (1943);
- Medaglia d'oro del Comune di Milano come Cittadino benemerito (1960) e della Provincia di Milano come Benemerito della Provincia (1962);
- Ia medaglia d'oro "International Synthetic Rubber" conferitagli dalla "Rubber & Plastics Industry" (1961);
- "Fronda d'oro" della Liguria (1962);
- Medaglia d'oro della "Society of Plastic Engineers" di New York (International Award in Plastic Science and Engineering) (1963);
- Medaglia Perkin della inglese "Dyers and Colourist Society" (1963);
- John Scott Award del Board of Directors del City Trust di Filadelfia (1963);
- Medaglia Exposition Nationale Suisse, Lausanne (1964);
- Medaglia Lomonosov (1969).

Lauree Honoris Causa:
A lui sono state inoltre intitolate le seguenti scuole e strutture:
- l'Istituto tecnico per attività sociali di Milano;
- l'Istituto Statale di Istruzione Superiore di Bergamo;
- l'Istituto Tecnico Tecnologico e il Liceo Scientifico delle Scienze Applicate di Rivoli;
- il Dipartimento di Chimica Industriale e Ingegneria Chimica del Politecnico di Milano;
- il Centro di Ricerca della Montedison, sede di Ferrara (poi della Basell-Polyolefins);
- l'Istituto Tecnico Industriale Statale di Padova;
- l'Istituto di Istruzione Superiore di Sestri Levante;
- il laboratorio di chimica del Liceo Scientifico "S. Cantone" di Pomigliano d'Arco;
- il 20 ottobre 2008, gli è stato dedicato il laboratorio di chimica del Liceo classico "Cristoforo Colombo" di Genova, dove Natta si diplomò;
- l'istituto di scuola secondaria di primo grado di Pontedassio (IM);
- la Scuola Secondaria di primo grado di Dolceacqua (IM), Istituto comprensivo della Val Nervia.

In suo onore sono stati istituiti:
- la "Medaglia d'oro Giulio Natta", istituita nel 1991 dalla Società Chimica Italiana (SCI);[33]
- il "Premio Giulio Natta", come «riconoscimento ad un ricercatore scientifico affermato che, con i suoi studi, le sue scoperte e relative eventuali applicazioni pratiche, abbia contribuito in maniera significativa allo sviluppo delle conoscenze scientifiche e tecnologiche ed al progresso umano»;[34]
- il "Premio di laurea Giulio Natta", istituito nel 2002 dal Ministero dello sviluppo economico, con "l'intento di promuovere l'innovazione tecnico-scientifica nel mondo accademico attraverso la maggiore diffusione della cultura brevettuale".[35]

Inoltre, nel 1994, per il quarantennale della scoperta del polipropilene isotattico, fu aperto uno speciale annullo filatelico commemorativo dalle Poste Italiane. Lo stesso avvenne in Svezia, nel 1988, per commemorare le scoperte sia di Ziegler sia di Natta.
Molte città italiane, fra cui Milano, Torino, Roma e Reggio Emilia, gli hanno intitolato delle vie.